# Red Corral
Red Corral est une census-designated place du comté d'Amador, dans l'État de Californie, aux États-Unis,. En 2020, elle compte une population de 1 687 habitants.